# Toldbodgade
Toldbodgade er en gade i Indre By i København. Gaden starter ved Nyhavn, hvor den ligger som forlængelse af Nyhavnsbroen og Holbergsgade, krydser Sankt Annæ Plads og fortsætter ligeud til Vestindisk Pakhus, hvor den drejer vinkelret og munder ud i den parallelle Amaliegade ved Designmuseum Danmark.
Langs en del af den østlige side af gaden står en række 1700-tals pakhuse, der til den anden side vender ud mod Larsens Plads ved Inderhavnen, hvorfra mange emigrerede til USA. Til den modsatte side passerer gaden lige forbi kongeslottet Amalienborg.

## Historie
Gadens historie går tilbage til Axel Urups plan for bydelen Ny-København, der anbefalede en regulering af kystlinjen mellem Bremerholm og toldboden, der var blevet bygget i 1630. Oprindelig dækkede gadenavnet kun den sydlige del af gaden, mens den nord for Sankt Annæ Plads nærmest bare var en dæmning over den sumpede område langs kysten. Fra omkring 1708 blev området fyldt op, og i 1719 blev gaden brolagt og blev kendt som Ny Toldbodgade, et navn den beholdt indtil 1940. Da den brolagdes, blev den beskrevet som "den realeste og længste gade i staden". Gaden førte til kong Christian 6.'s nye toldbod, der blev færdiggjort i 1734 efter tegninger af Johan Cornelius Krieger.
Da kvarteret Frederiksstaden blev grundlagt i 1750, kom Ny Toldbodgade til at markere grænsen mellem det travle liv i havnen og det elegante nye boligområde med dets rokoko-palæer. På grund af brandfare blev det i 1755 besluttet at flytte tømmerpladserne, der hidtil havde domineret området, til det ubebyggede område Grønland ved Nyboder, men kajen vedblev at være en meget aktiv del af havnen. I 1780'erne blev en række pakhuse opført langs den østlige side af gaden, hvor tømmerpladserne tidligere havde været, hvilket skabte en form for barriere mellem livet i havnen og det i Frederiksstaden.
I 1800-tallet fortsatte gaden med at være et sted for kontraster, idet Frederiksstaden fortsatte med at være det mest fashionable kvarter for Københavns elite, mens området langs gaden blev beboet af folk, der var blevet hjemløse under Københavns brand 1795 og Københavns bombardement i 1807. De boede i interimistiske enetages skure, der eksisterede frem til 1869, hvor toldboden blev udvidet.
I 1802 blev området overtaget af den rige skibsreder Lars Larsen, der etablerede en skibs- og tømmerplads på området, som blev kaldt Larsens Plads efter ham. Senere i århundrede blev Larsens Plads kajplads for Amerikadamperne, der transporterede tusindvis af emigranter fra hele Skandinavien til New York i jagten på en bedre fremtid.

## Toldbodgade i dag
Toldbodgade er i dag en centralt placeret gade mellem nogle af Københavns mest populære seværdigheder, herunder Nyhavn i syd, Amalienborg i vest og Kastellet og Langelinie i nord, om end de fleste fodgængere foretrækker at benytte Larsens Plads langs vandet.
De mest karakteristiske bygninger langs gaden er de gamle pakhuse langs den østlige side. De blev alle tegnet af Caspar Frederik Harsdorff og omfatter Det Blå Pakhus, Vestindisk Pakhus, der nu huser Den Kongelige Afstøbningssamling og en udstilling af kostumer fra Det Kongelige Teater, og et dobbelt pakhus der i dag er Copenhagen Admiral Hotel.
Christian 6.'s toldbod blev revet ned i 1891, men et relief blev reddet og sat op på en mur som et point de vue i den nordlige ende af Toldbodgade, hvor den drejer hen mod Amaliegade. Relieffet viser kongen flankeret af Neptun (gud) og Merkur, de romerske guder for søfart og handel, holdende hhv. en trefork og en caduceus.
Ved Amaliehaven står to moderne søjler, den flankerer den såkaldte Amalienborg-aksen, der både giver et blik indad over Amalienborg Slotsplads til Marmorkirken og udover vandet til den anden side til Operaen på Holmen. Søjlerne blev skabt af den italienske billedhugger Arnaldo Pomodoro og opført i 1984 som en del af Amaliehaven.

## Ambassader på gaden
- I nr. 31 ligger Portugals ambassade.
- I nr. 33 ligger Hollands ambassade.
- I nr. 37 ligger Ukraines ambassade.